# Пинигин, Павел Павлович
Павел Павлович Пинигин (род. 12 марта 1953, Чурапчинский улус, Якутская АССР) — советский борец вольного стиля, заслуженный мастер спорта СССР. Полковник милиции в отставке, руководитель республиканского совета общества «Динамо».

## Биография
Павел Пинигин родился в 1953 году в селе Диринг в Якутии. С 1964 года начал заниматься борьбой. С 1966 года занимался в Чурапчинской ДЮСШ у известного тренера Дмитрия Коркина.
Окончил Киевский государственный институт физической культуры (1975) и Академию управления МВД России.
1975—1987 годах — служба в Вооруженных силах;
1987—2009 годах — служба в органах внутренних дел Республики Саха (Якутия);
2009—2010 годах — советник Президента Республики Саха (Якутия);
2010—2011 годах — заместитель председателя Государственного комитета Республики Саха (Якутия) по физической культуре и спорту;
С сентября 2013 года — первый заместитель директора государственного бюджетного учреждения Республики Саха (Якутия) «Школа высшего спортивного мастерства».

### Спортивная карьера
В 1972 году, заняв второе место на международном турнире в Тбилиси стал мастером спорта СССР, в этом же году стал серебряным призёром Кубка мира. В 1973 году занял второе место на Всемирной Универсиаде, выиграл международный турнир на приз А. Медведя, в 1974 году стал серебряным призёром чемпионата СССР. В 1975 году выиграл Спартакиаду народов СССР и начал большую международную карьеру.
На летних Олимпийских играх 1976 года в Монреале боролся в весовой категории до 68 килограммов. В схватках:
- в первом круге по баллам со счётом 8-3 выиграл у Шабана Сейди (Югославия);
- во втором круге по баллам со счётом 10-3 выиграл у Мехмета Сари (Турция);
- в третьем круге не участвовал;
- в четвёртом круге по баллам со счётом 4-3 выиграл у Цедендамбина Натсагдорда (Монголия);
- в пятом круге на 8-й минуте выиграл у Рами Мирона (Израиль) ввиду дисквалификации противника;
- в шестом круге проиграл при равном счёте (5-5) Ясабуро Сугаваро (Япония);
- в финальной схватке с явным преимуществом 12-1 выиграл у Ллойда Батча Кизера (США) и стал чемпионом Олимпийских игр[1].

На летних Олимпийских играх 1980 года в Москве боролся в весовой категории до 74 килограммов. В первых трёх схватках тушировал соперников, в четвёртой выиграл по баллам с большим преимуществом, в пятой был дисквалифицирован ввиду пассивного ведения борьбы, в шестой был туширован Валентином Райчевым и остался на четвёртом месте.
Выступал за Вооружённые силы (Киев). Трёхкратный чемпион мира (1975, 1977, 1978), дважды обладатель Кубка мира (1976, 1977), чемпион Европы (1975), серебряный призёр Кубка мира (1972), серебряный призёр Всемирной Универсиады (1973), чемпион СССР (1976), серебряный призёр чемпионата СССР (1974, 1977, 1978, 1980), чемпион Спартакиады народов СССР (1975), серебряный призёр Спартакиады народов СССР (1979), чемпион мира среди ветеранов (1993).
Коронным приёмом борца являлся бросок наклоном, захватом плеча и бедра, нырком под ногу 

### Награды и звания
Кавалер ордена «Знак Почёта» (1976), высшего ордена Якутии «Полярная Звезда» (2006). Заслуженный работник физической культуры Якутской АССР, судья международной категории экстра-класса (1994). Лауреат спорта XX века Республики Саха (Якутия), почётный гражданин Якутска (1977) и Чурапчинского улуса, награждён знаком ЦК ВЛКСМ «Спортивная доблесть» (1976). Народный депутат Государственного Собрания (Ил Тумэн) Республики Саха (Якутия) V, VI созывов.

### Интересные факты
Жена Павла Пинигина — Олимпийская чемпионка 1988 года, многократная чемпионка и рекордсменка по лёгкой атлетике СССР, чемпионка Европы, Кубка мира, рекордсменка мира Мария Пинигина.
Именем Павла Пинигина названо крупное золоторудное месторождение в Нерюнгринском районе, алмаз весом 63,37 карата.
Павел Пинигин — автор двух книг: «Путь к Олимпу» (Якутск, 1984) и «Дело жизни моей — борьба» (1990, Киев).